# Citroën XM
Citroën XM este un hatchback cu cinci uși, cu motor față, tracțiune față, cu cinci locuri, remarcat pentru suspensia sa hidropneumatică. Fabricat și comercializat de Citroën din 1989 până în 2000, cu un facelift minor în 1994, producția XM a ajuns la 333.405 de exemplare în decurs de 11 ani.
XM a fost votată în 1990 pentru Mașina Anului în Europa.